# Interestatal 980
La Interestatal 980 (abreviada I-980) es una autopista interestatal ubicada en el estado de California. La autopista inicia en el Oeste desde la I 880     en Oakland hacia el Este en la I 580  , SR 24   en Oakland. La autopista tiene una longitud de 3,3 km (2.027 mi).

## Mantenimiento
Al igual que las carreteras estatales, las carreteras federales, la Interestatal 980 es administrada y mantenida por el Departamento de Transporte de California por sus siglas en inglés Caltrans.

## Cruces
La Interestatal 980 es atravesada principalmente por la Avenida Grand en Oakland.
| condado | Ubicación | Milla                                                       | Destinos                                                                            | Notas |
| --- | --------- | ----------------------------------------------------------- | ----------------------------------------------------------------------------------- | ----- |
| 0.09 |           | I 880 sur (Nimitz Freeway) – San José                       | Salida Oeste y entrada Este                                                         |       |
| 0.09 | 1A        | Jackson Street                                              | Salida Oeste y entrada Este                                                         |       |
| 0.54-0.60 | 1B        | 11th Street, 12th Street                                    | Señalizada como Salida 1A en sentido este                                           |       |
| 0.70 |           | 14th Street                                                 | en sentido este exit is via exit 1A; en sentido oeste la salida es por la Salida 1C |       |
| 0.86-0.90 | 1C        | 17th Street, 18th Street, San Pablo Avenue                  | Señalizada como Salida 1B en sentido este                                           |       |
| 1.33 |           | 27th Street, West Grand Avenue                              | Salida Oeste y entrada Este                                                         |       |
| 2.04 | 2         | I 580 (MacArthur Freeway) – San Francisco, Hayward          | Salida Este y entrada Oeste                                                         |       |
| 2.04 |           | SR 24 este (Grove-Shafter Freeway) – Berkeley, Walnut Creek | Continuación de la I-580                                                            |       |
| 1.000 mi = 1.609 km; 1.000 km = 0.621 mi Cerrada/Antigua • Terminal concurrente • Acceso incompleto • Propuesta/Sin abrir |           |                                                             |                                                                                     |       |